# Androniscus stygius ssp. dentatus
Androniscus stygius ssp. dentatus је подврста животињске врсте Androniscus stygius, класе Crustacea, која припада реду Isopoda. 

## Угроженост
Ова врста се сматра рањивом у погледу угрожености врсте од изумирања.

## Распрострањење
Ареал врсте је ограничен на једну државу. 
Словенија је једино познато природно станиште врсте.